# Fourneaux, Savoie
Fourneaux är en kommun i departementet Savoie i regionen Auvergne-Rhône-Alpes i sydöstra Frankrike. Kommunen ligger i kantonen Modane som tillhör arrondissementet Saint-Jean-de-Maurienne. År 2022 hade Fourneaux 701 invånare.

## Befolkningsutveckling
Antalet invånare i kommunen Fourneaux
| Referens: INSEE |